# Tonnoira bitenacula
Tonnoira bitenacula är en tvåvingeart som beskrevs av Quate 1996. Tonnoira bitenacula ingår i släktet Tonnoira och familjen fjärilsmyggor.
Artens utbredningsområde är Costa Rica. Inga underarter finns listade i Catalogue of Life.